# Albany City
Albany City är en kommun i Western Australia, Australien. Kommunen, som är belägen vid kusten 410 kilometer sydsydost om Perth, i regionen Great Southern, har en yta på 4 312 kvadratkilometer, och en folkmängd på 33 650 enligt 2011 års folkräkning. Huvudort är Albany.